# Sollefteå station
Sollefteå station är en trafikplats i Sollefteå på Ådalsbanan, cirka 102 kilometer från Härnösands centralstation i riktning Långsele.

## Historik
Stationen öppnades den 1 oktober 1886 och ligger centralt i Sollefteå längs Järnvägsgatan. Den 1 oktober 2001 stängdes stationsbyggnaden. Därefter har endast väntsalen i byggnadens nedre del varit öppen för allmänheten.

### Trafik
Delsträckan Långsele–Sollefteå öppnades den 1 oktober 1886 och utgjorde en bibana till den statliga Stambanan genom övre Norrland. Den 11 oktober 1896 öppnade den privata järnvägen Härnösand–Sollefteå järnväg. Den förstatligades 1 juli 1932. 1993 lades godstrafiken ned på Sollefteå station och 17 juni 2001 lades persontrafiken ned mellan Härnösand och Långsele. För närvarande (2024) så används järnvägen endast av passerande godståg.